# Pär Wallin
Pär Wallin, född 6 mars 1955, en svensk friidrottare (långdistanslöpare). Han tävlade för Stockholms Spårvägars GoIF.
Wallin var senare yrkesverksam som slöjdlärare. 